# Groote Laagte
Groote Laagte is een dorp in het district Ghanzi in Botswana. De plaats telt 849 inwoners (2011).